# ادوبی ایکس‌دی

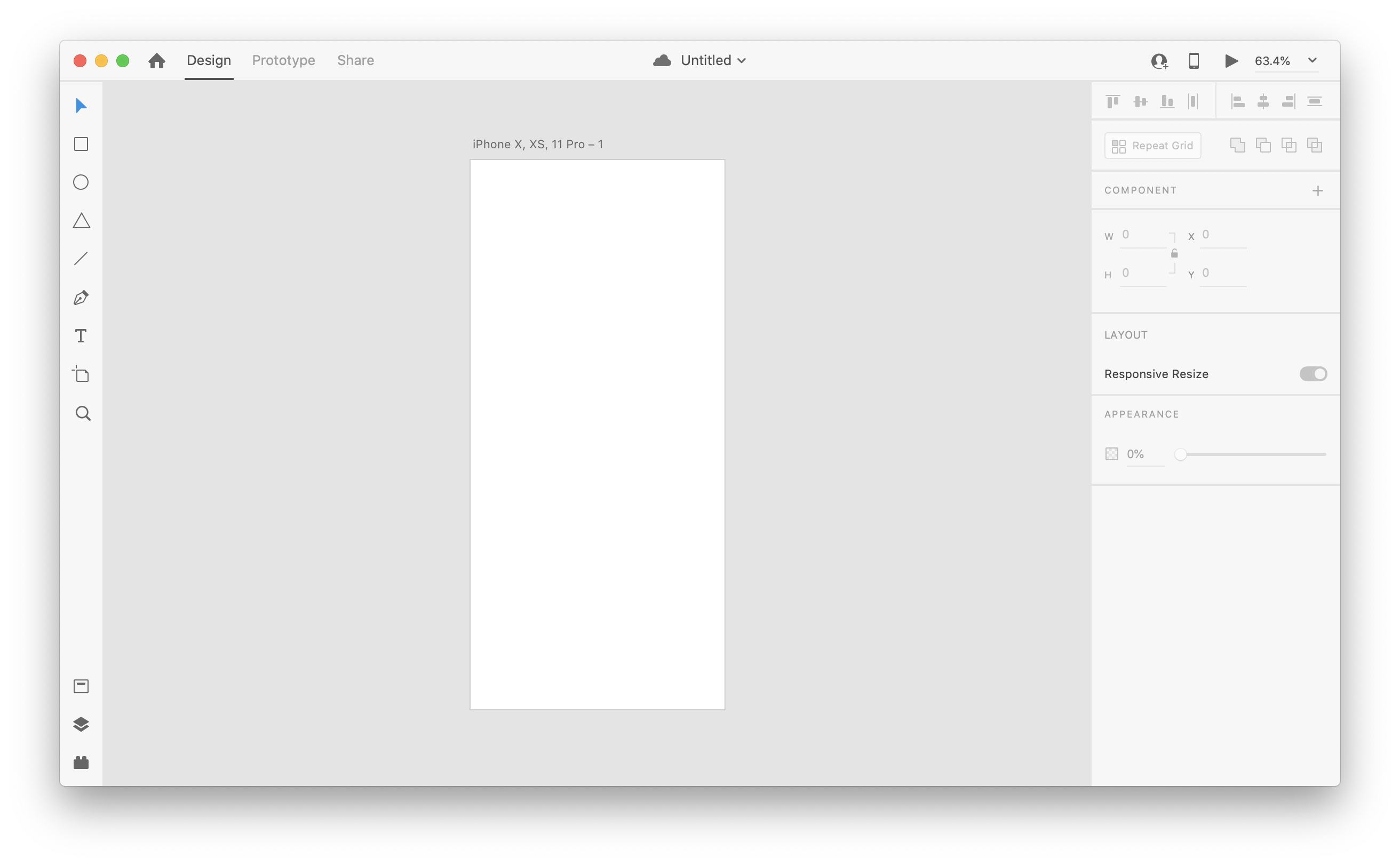
نمایه اصلی ادوبی ایکس دی

ادوبی ایکس دی (به انگلیسی: Adobe XD) یک نرم‌افزار طراحی رابط کاربری و طراحی تجربه کاربری که توسط ادوبی تهیه و منتشر شده‌است. این نرم‌افزار از طراحی برداری و طراحی Wireframe پشتیبانی می‌کند و در آن می‌توانید تنها با یک کلیک پروتوتایپ تعاملی بسازید. ادوبی ایکس‌دی اولین نرم‌افزار ادوبی برای محیط و پلتفرم جدید ویندوز و توسعه اپ آی‌اواس، اندروید، وب سایت‌ها و … می‌باشد. این نرم‌افزار دارای ابزارهای کاربردی برای رفع بسیاری از نیازهای طراحان، توسعه دهندگان وب، توسعه دهندگان برنامه‌ها، برنامه نویسان و همچنین بسیاری از کاربران دیگر می‌باشد.

## برخی از قابلیت‌های نرم‌افزار ادوبی ایکس‌دی سی‌سی
- ساخت پروتوتایپ (نمونه اولیه) تعاملی
- انتشار و اشتراک گذاری پروتوتایپ برای بازخورد
- Artboardهای همه‌جانبه برای وب و موبایل
- ایجاد افکت‌های بلور به سادگی
- قابلیت پیش نمایش طرح همراه با طراحی‌های تعامل اعمال شده
- رابط کاربری ساده، کاربرپسند و کاربردی
- پشتیبانی از سیستم عامل ویندوز و مک

## تاریخچه
ادوبی اولین بار در اکتبر ۲۰۱۵ در کنفرانس ادوبی مکس در حال ساخت یک نرم‌افزار طراحی رابط کاربری و ابزار نمونه سازی تحت نام "Project Comet" است. اولین نسخه ب صورت آزمایشی برای سیستم‌عامل‌های مکینتاش با عنوان "Adobe Experience Design CC" برای افرادی که حساب ادوبی در تاریخ ۱۴ مارس ۲۰۱۶ داشتند، منتشر شد. یک نسخه آزمایشی نیز از ادوبی ایکس‌دی برای ویندوز ۱۰ در تاریخ ۱۳ دسامبر ۲۰۱۶ منتشر شد. در ۱۸ اکتبر سال ۲۰۱۷، ادوبی اعلام کرد که ادوبی ایکس‌دی از نسخه آزمایشی خارج شده‌است.